# Saint-Lambert-du-Lattay
Saint-Lambert-du-Lattay är en kommun i departementet Maine-et-Loire i regionen Pays de la Loire i nordvästra Frankrike. Kommunen ligger i kantonen Thouarcé som tillhör arrondissementet Angers. År 2018 hade Saint-Lambert-du-Lattay 2 153 invånare.

## Befolkningsutveckling
Antalet invånare i kommunen Saint-Lambert-du-Lattay
| Referens: INSEE |